# 1910 w nauce

## Urodzili się
- 15 stycznia – Tadeusz Krwawicz, polski lekarz, okulista, jeden z najwybitniejszych na świecie autorytetów w dziedzinie okulistyki XX wieku (zm. 1988)
- 29 stycznia – Bogusław Kożusznik, polski lekarz, prof. medycyny, działacz polityczny i społeczny (zm. 1996)
- 9 lutego – Jacques Monod, francuski biochemik (zm. 1976)
- 11 czerwca – Jacques-Yves Cousteau, francuski badacz mórz i oceanów, znany zwłaszcza jako badacz głębin morskich (zm. 1997)
- 18 września – Josef Tal, izraelski pianista, kompozytor i pedagog (zm. 2008)
- 19 października – Subramanyan Chandrasekhar, amerykański astrofizyk hinduskiego pochodzenia, laureat Nagrody Nobla (zm. 1995)
- 31 października - Eduardo Ortiz de Landázuri, hiszpański lekarz, profesor medycyny (zm. 1985)
- 9 grudnia – Henry Lee Giclas, amerykański astronom (zm. 2007)
- 10 grudnia – Izabella Zielińska, polska pedagog
- 29 grudnia – Ronald Coase, ekonomista amerykański, laureat Nagrody Nobla (zm. 2013)

## Zmarli
- 28 stycznia – Alfredo Capelli, włoski matematyk (ur. 1855)
- 12 maja – William Huggins, brytyjski astronom i fizyk, pionier spektroskopii (ur. 1824)
- 27 maja – Heinrich Hermann Robert Koch, niemiecki lekarz i bakteriolog (ur. 1843)
- 4 lipca – Giovanni Schiaparelli, astronom włoski (ur. 1835)
- 10 lipca – Johann Gottfried Galle, niemiecki astronom (ur. 1812)
- 16 sierpnia – Zygmunt Gloger, polski etnograf, krajoznawca i historyk (ur. 1845)
- 26 sierpnia – William James, psycholog amerykański (ur. 1842)
- 23 listopada – Octave Chanute, amerykański konstruktor lotniczy (ur. 1832)

## Nauki przyrodnicze i ścisłe

### Astronomia
- 16 lipca – Joseph Helffrich odkrył planetoidę Alauda.

## Technika
- 13 stycznia – Nowy Jork: po raz pierwszy dokonano transmisji opery przez radio.
- 31 marca – oddano do użytku wąskotorową linię kolejową łącząca chińską prowincję Junnan z wietnamskim Tonkinem.
- 22 czerwca – pierwszy lot pasażerskiego sterowca LZ 127 Graf Zeppelin.
- 24 czerwca - założono włoską firmę motoryzacyjną Alfa Romeo.
- 1 listopada – uruchomiono elektrownię w Białymstoku.
- 3 grudnia – u wejścia do Grand Palais w Paryżu, gdzie odbywała się wystawa motoryzacyjna, po raz pierwszy użyto do oświetlenia lamp neonowych, wynalazku Georges’a Claude’a.
- 16 grudnia – Henri Coandă, rumuński inżynier i konstruktor lotniczy, odbył pierwszy lot samolotem z silnikiem odrzutowym.

## Geografia
- 11 stycznia – francuska ekspedycja odkryła Wyspę Charcota w Antarktyce.

## Nagrody Nobla
- Fizyka – Johannes Diderik van der Waals
- Chemia – Otto Wallach
- Medycyna – Albrecht Kossel